# Costabissara
Costabissara (pron.: Costabissàra; Còsta in veneto) è un comune italiano di 7 649 abitanti della provincia di Vicenza, situato nella parte centrale della provincia stessa ed appartenente alla regione Veneto. Esso fa parte dell'hinterland, l'insieme dei comuni detti della cintura della città di capoluogo.

## Geografia fisica

### Territorio
Posto ad un'altitudine di 51 metri sul livello del mare, è situato ai piedi delle colline bissaresi, parti terminali delle Prealpi e facente parte dei Lessini Meridionali Vicentini che comprendono il più noto Monte delle Pignare, sede della celebre chiesa longobarda di San Giorgio e del cimitero. Il colle, precedentemente noto come Monte della Chiesa, è formato da rocce calcaree e presenta sulla sommità una dolina che gli dà l'aspetto di un vulcano.
Sulle colline adiacenti ha sede la famosa località di Madonna delle Grazie.
Il 70% del territorio appartiene alla Pianura Veneta, il 7% ad un fondovalle pedecollinare e il restante 23% è collina.
Il paese è bagnato dal torrente Orolo, quasi sempre in secca, e da diverse rogge e fossi, anche per scopo idrico. La più famosa tra questi è la Roggia Bagnara o Roggia Rosa (in veneto: Rosa) che, con una serie di curve, attraversa l'intero paese.
Il territorio di Costabissara è formato da una parte urbana, collocata al centro del territorio comunale. Il resto del paese è composto da campi. Non mancano tuttavia i quartieri più staccati dal centro, come le località Ca' Carraro, San Valentino, Fornaci, San Zeno, Pilastro, sulle colline, Pignare e Madonna delle Grazie e a Motta Fabrega, Botteghino, Villaraspa, Cadanotte e Motta bassa.

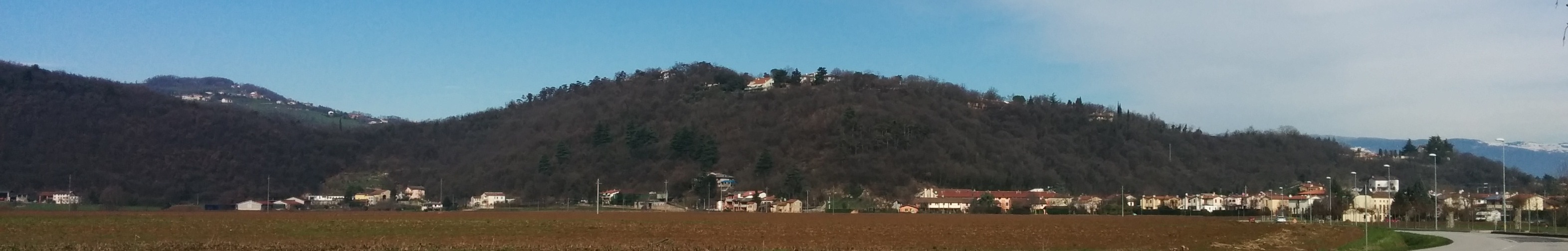
Panorama del colle delle Pignare: sul pianoro a destra del monte si intravede la pieve di San Giorgio, mentre nella metà circa dell'avvallamento a sinistra, sullo sfondo del colle Zovo, si vede il cipresso che segna l'incrocio dei sentieri naturalistici. Ai piedi del colle la località San Valentino.

Costabissara confina:
- a nord-est con Caldogno
- a sud-est con Vicenza
- a sud con Monteviale
- a ovest con Gambugliano
- a nord-ovest con Isola Vicentina.

## Origini del nome
Originariamente, sembra addirittura prima dell'anno 1000, era denominata Costa Fabrica o Costa Favrega. Tali nomi, che etimologicamente significano costruzione sulla costa (cioè il declivio roccioso), ricordano l'esistenza di numerose cave di pietra, calcare e marmo usate per ricavare il materiale con cui è stato costruito, nell'antichità, l'acquedotto romano di Vicenza. Questi nomi sono rimasti fino all'inizio del Trecento, quando il possedimento da parte dei Conti Bissari si era ormai consolidato, ed è stata rinominata nell'odierna Costabissara.

## Storia

### Primi ritrovamenti
Non è stato rinvenuto nessun reperto che possa testimoniare la presenza dell'uomo a Costabissara prima dell'età del bronzo. Nella dolina presente sul monte delle Pignare, nel 1970, è stata scoperta una grande quantità di ceramica datata all'Età del Bronzo (di cui la più antica circa del 1500 a.C.) facendo pensare che il primo insediamento umano nel territorio fosse costituito da una tribù di una trentina di individui. L'esame dei reperti porta a pensare ad un'economia primitiva in grado però di integrare l'allevamento con l'agricoltura in suoli e ambienti eterogenei. Per quanto riguarda le abitazioni, poche informazioni sono state rinvenute, però pare ragionevole pensare a capanne parzialmente interrate con un basamento in pietra.
Successivamente si è assistito ad uno spopolamento della zona che andrà incontro a una rioccupazione nei secoli X e IX a.C. portando alla creazione di due piccoli abitati: uno nella valletta del Tumulo a nord-est rispetto al colle delle Pignare e uno in pianura nella località di San Valentino, più a sud. In queste zone e in siti vicini si è potuto osservare un'evoluzione delle tecniche di allevamento e agricoltura: arature, costruzione di terrazze nei pendii e rotazione nell'uso del suolo. È stato inoltre rinvenuto alle Pignare, un forno di forma troncoconica scavato nell'argilla, con residui di fusione e segni di fuoco nelle pareti.
Intorno all'VIII secolo a.C. si assiste ad un nuovo spopolamento a favore di alcuni centri in pianura lasciando presenze sporadiche. È il periodo, infatti, della nascita dei grandi centri di Este e Padova e dell'inizio dello sviluppo di Vicenza avvantaggiata dalla vicinanza ai fiumi. A Costabissara di questo periodo non si sono ancora ritrovati reperti a testimonianza dell'esodo avvenuto. Dopo la formazione dei grossi centri, comincia l'occupazione dell'intero territorio con molti piccoli insediamenti nelle zone collinari più fertili e rioccupando i precedenti siti abitativi.

### Romanizzazione
Nei secoli II e I a.C. ha inizio la romanizzazione che sfocia nell'assegnazione di terre ai veterani romani (in alcuni casi si parla anche di esproprio). Sono state datate ai primi due secoli d.C molte abitazioni romane sparse nelle varie aree fertili e suddivisioni del territorio legate alla centuriazione. La presenza romana è più evidente a Motta dove era presente l'acquedotto di Vicenza. I ritrovamenti Romani hanno confermato la presenza di insediamenti stabili e l'importanza di un territorio che ospitava parte dell'acquedotto (passante per Villaraspa) che forniva Vicenza. Erano presenti diverse cave di pietra, marmo e calcare.

#### Villa rustica romana
Un importante reperto per la ricostruzione storica di Costabissara fu scoperto nel 1970 all'incrocio fra via Mascagni e via Carducci (45.582907°N 11.489384°E) e consiste in una villa rustica romana che aveva funzione di fattoria per la coltivazione, l'allevamento e per la produzione industriale di tessuti, ceramica, attrezzi e carri.
La villa sembra essere stata abitata dal I secolo al VI secolo, cioè durante il periodo imperiale di Roma. Fra i reperti ritrovati durante gli scavi della villa venne rinvenuta la discussa statuetta del dio egiziano Anubi. Fra gli altri oggetti rinvenuti: un peso da telaio, una lucerna, una fibula in bronzo, vasellame e 25 monete di cui una del periodo tardo repubblicano, mentre la maggior parte coniata nel IV secolo. Ora gran parte dell'area è diventata un parco-giochi in cui sono state preservate le mura interrandole e segnalandone la presenza con un rocco di colonna e una stele di trachite.

### Alto medioevo
Nel 568 i Longobardi, capitanati da Alboino, entrano a Vicenza, seguendo la via Postumia, conquistando la città. Questa è la premessa di numerosi mutamenti avvenuti nei costumi e nei luoghi di Vicenza e della periferia. La successiva conversione al cattolicesimo dei Longobardi, portò alla costruzione della famosa chiesa protocristiana di San Zeno, sotto il regno di Teodolinda, alla Pieve di San Giorgio sul colle e della chiesetta di Santa Maria in Favrega.
Dopo l'arrivo di Carlo Magno nel 774 e della sua caduta, inizia il periodo del feudalesimo e con esso l'aumento del potere delle famiglie locali e delle autorità religiose, in particolare i vescovi feudatari. In questo periodo viene dato il diritto di costruire fortificazioni per proteggersi dalle ripetute invasioni ungare dando così vita ai tre castelli di Costabissara: il castello di Donna Berta, il castello di Pizamerlo (di cui non è rimasto più nulla) e il castello Bissari Sforza Colleoni.

### Comune e vicariato
Il Comune di Costabissara si reggeva sulle leggi dello statuto che regolava la Città di Vicenza, con la possibilità per gli amministratori del luogo di aggiungere o modificare tali leggi senza mai contravvenire a quelle del capoluogo stesso. I Vescovi di Vicenza avevano poi la possibilità di investire famiglie nobili del Feudo di Costa Fabrica, che godeva poi di privilegi e diritti speciali riconosciuti dalla Repubblica di Venezia che di fatto rendevano Costa Fabrica in grado di costituire un Vicariato a sé, soggetto direttamente alla città di Vicenza.
I vicari nominati, detti anche podestà, esercitarono fino al 1406 un grande potere sulla terra di loro giurisdizione, avendo la facoltà di reggere il Comune senza il concorso di altri rappresentanti pubblici e usufruendo da soli della maggior parte dei benefici che discendevano dalle rendite annue del Comune stesso.
Questo durò fino al 1527 quando liti fra la Comunità di Vicenza e i Feudatari di Costa Fabrica portarono alla soppressione del Vicariato di Costa per aggregarlo al Vicariato di Thiene. I nobili Bissari, che possedevano il feudo dal 1285, si opposero e ottennero dei Deputati della Repubblica Veneta l'annullamento del decreto e la dichiarazione esplicita che Costabissara «costituiva un Vicariato a parte soggetto in virtù di diritti d'antica consuetudine ai Feudatari della Villa».

#### Investiture varie e Bissari

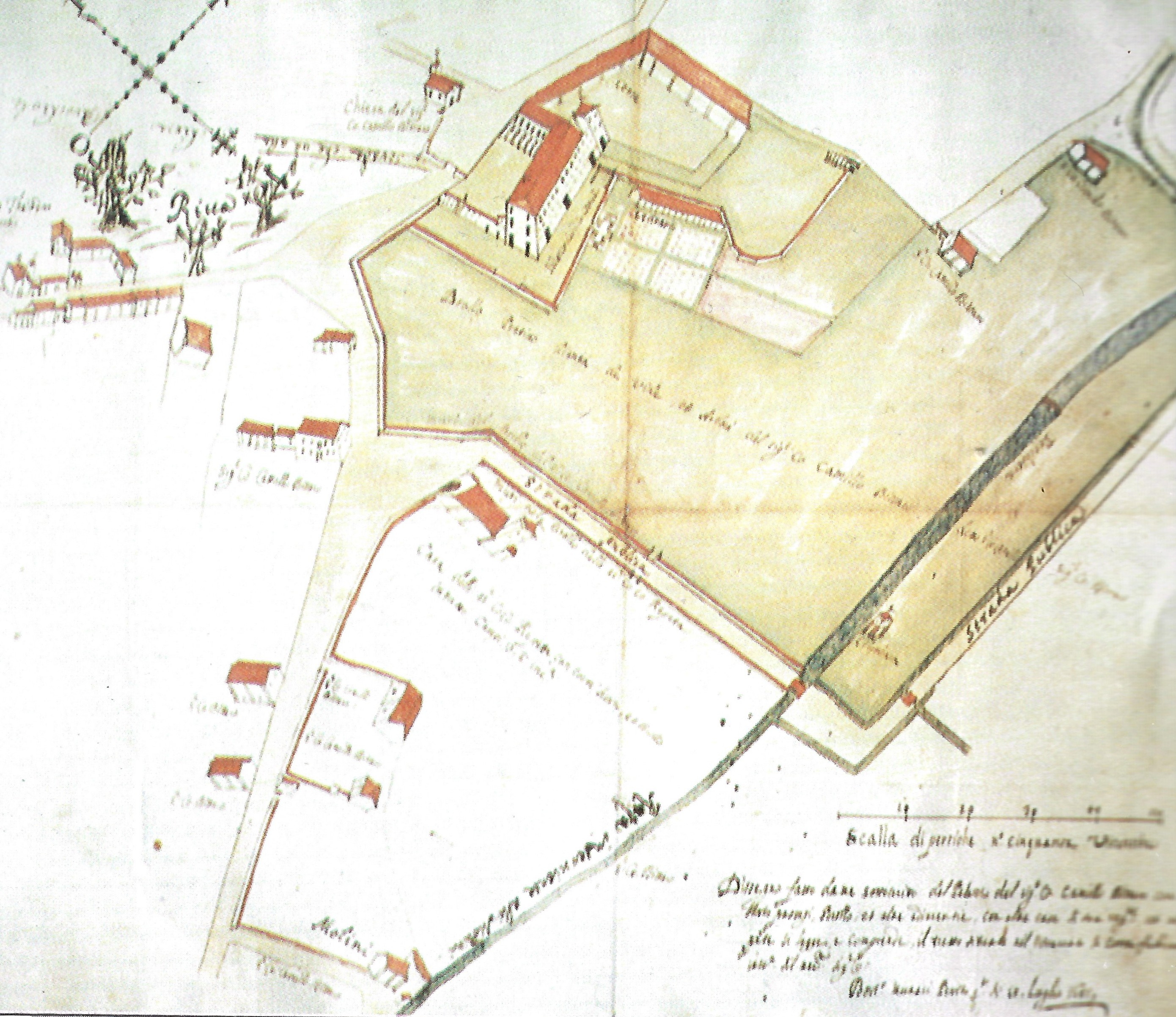
Mappa antica di Costabissara, proprietà dei signori Bissari.

Fino da tempi remoti (almeno dal 1067) Costa Fabrica viene annoverata tra i possedimenti dei Nobili Conti Maltraverso, già proprietari di Schio, Lonigo, Santorso, Montegalda e Barbarano e aventi giurisdizioni anche nelle città di Treviso, Padova, Feltre, Cividale, Ravenna e altre città nella Romagna.
Intorno al 1200 alcuni esponenti della famiglia Maltraverso decaddero per sospetti di eresia e del feudo venne investita la famiglia dei Conti Della Costa con il titolo di Cattanei o Castellani minori.
Con la caduta di Ezzelino III da Romano, la famiglia Della Costa decadde e, nel 1261, Giacomo Baretta ottenne l'investitura dal Vescovo di Vicenza, il Beato Bartolomeo da Breganze, con la condizione di non difendere mai gli eretici (in particolare i Patarini). Dopo poco tempo vennero investiti i Conti Lozzo, originari di Padova.
Il 5 gennaio 1285, Alberto Bibe di Padova, procuratore di Lozzo, rinunciò ai diritti per la villa di Costa Fabrica e il vescovo di Vicenza Bernardo Nicelli la consegnò a Gualdinello Bissari, che pagò al conte di Lozzo 4250 lire. L'investitura venne confermata con Decreto 26 novembre 1291 dal successore di Nicelli, il romano Pietro Saraceno. Della famiglia dei Bissari, che portarono anche al cambio del nome del feudo, si ricordano gli esponenti Matteo e Pier Paolo Bissaro.
I Bissari possedevano anche la giurisdizione delle acque, affermata in un atto del 1565 e ribadito in altri documenti del 1595, 1632 e 1660.
Nel 1662, con l'aumento del potere della famiglia veneziana Repeta, i Bissari dovettero condividere il feudo di Costa Fabrica con loro. Tale situazione, molto scomoda ai Bissari che si erano opposti, non dura a lungo: nel 1676 i Repeta perdono l'investitura feudale. Un atto del 1697 afferma inoltre che i Repeta sono costretti a cedere i loro beni ai Bissari.
Nel 1859 muore il conte Girolamo Enrico Sforza, ultimo esponente maschio della famiglia Bissari. Il feudo venne quindi diviso fra le sorelle e i loro discendenti: Il castello passò al conte Guardino Colleoni, la futura Villa San Carlo a Cesare Biego mentre il resto della proprietà passò alle contesse nipoti Teresa Dal Bovo Brognoligo, Francesca Bonacossi e Gabriella Bissari. Il castello nel 1894 venne venduto a Pia Zabeo moglie del marchese Aleduse De Buzzacarini. e la villa fu venduta alla signora Elisa Conte Dalle Ore.

### Epoca napoleonica e dominio austroungarico
Verso la fine del Settecento le leggi napoleoniche decretarono la soppressione del vicariato e il Viceré d'Italia Eugenio Beauharnais, con decreto 28 settembre 1810, costituì il capoluogo comunale con le frazioni di Gambugliano, San Lorenzo e Monteviale e successivamente formò il comune amministrativo con la sola frazione di Motta.
Con la caduta di Napoleone l'amministrazione comunale venne ulteriormente modificata dal governo austriaco. Dal consiglio comunale si sceglievano tre membri col titolo di deputati per formare una giunta il cui capo, non più chiamato sindaco, diventava il deputato politico. Tra i poteri del deputato politico vennero tolti l'ufficio dello stato civile per la celebrazione dei matrimoni che passò al Parroco.

### Dal XX secolo

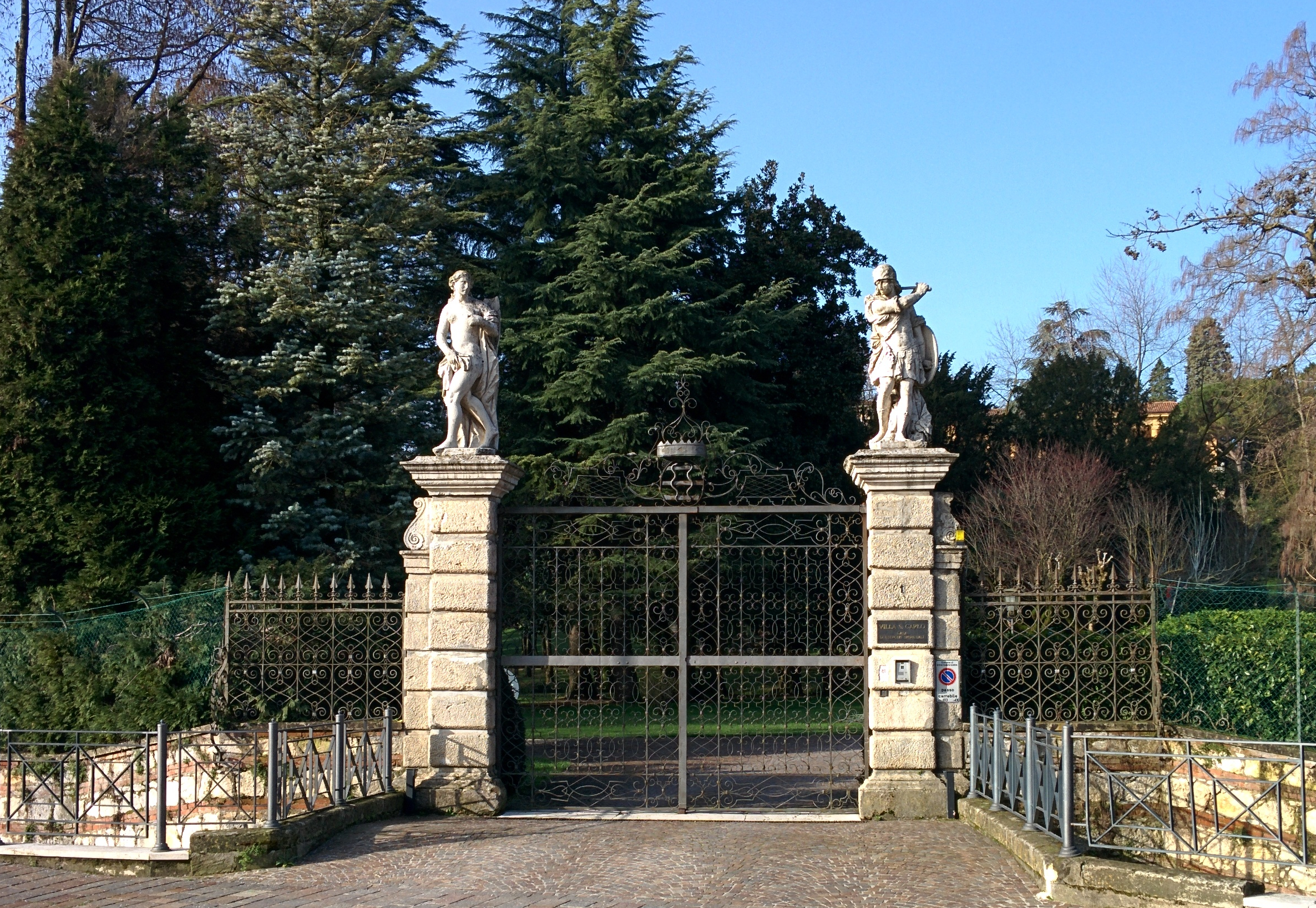
Cancello d'entrata di Villa San Carlo

Dopo l'annessione del Lombardo-Veneto in seguito alla terza guerra di indipendenza, nel 1866, Costabissara divenne municipio. La Giunta divenne composta da un numero di assessori che si dividevano le varie materie dell'amministrazione e tornò il Sindaco al quale, dopo il 1870, si conferirono anche i poteri di Ufficiale di Stato per la celebrazione dei matrimoni.
Durante la prima guerra mondiale, Costabissara venne assegnata alle retrovie militari e dopo la conquista austriaca di Asiago venne invasa dai profughi. Nella Villa Buzzaccarini (l'odierno castello) aveva sede un piccolo ospedale francese e in Villa San Carlo il Comando di Brigata e di Divisione.
Con la disfatta di Caporetto, Costabissara entrò a far parte della seconda linea e vennero costruite trincee e fortificazioni per la difesa dal nemico austro-ungarico. La popolazione raggiunse il numero di 5.000 abitanti a causa dei profughi che arrivavano con tutta la famiglia. Nella scuola infantile venne creata una scuola di tiratori e sulle Pignare un campo di addestramento per il lancio delle bombe. Durante la guerra scoppiò l'epidemia di influenza spagnola, che a Costabissara fece solo 6 morti. Al termine della guerra, Costabissara e Motta contavano 65 morti di cui 24 caduti e 33 morti per malattia, ferite riportate in combattimento o in prigionia, oltre a 8 dispersi.

### Simboli
Lo stemma comunale, utilizzato anche se privo di formale decreto di concessione, è uno scudo fasciato di quattro pezzi d'azzurro e d'argento, a due bisce affrontate in palo, attraversanti al naturale. Prende ispirazione dal blasone della famiglia Bissari.
Il gonfalone è un drappo partito di azzurro e di bianco.

## Monumenti e luoghi d'interesse

### Architetture religiose

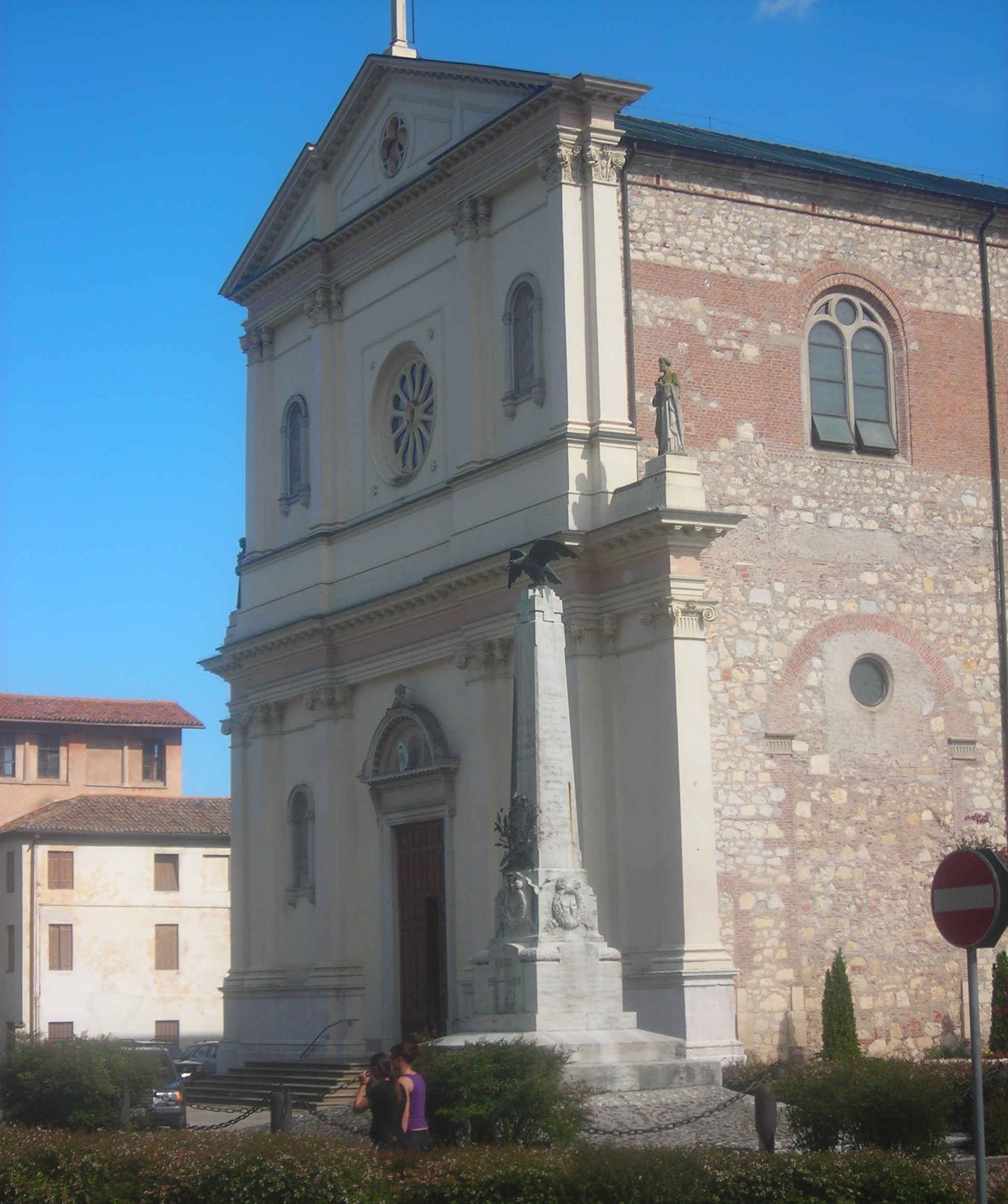
La facciata della chiesa parrocchiale di San Giorgio

- Chiesa di San Giorgio Martire. Realizzata tra il 1910 e il 1920, la nuova chiesa parrocchiale venne pensata per facilitare la partecipazione alle messe da parte della popolazione di pianura (in continua crescita). Il terreno su cui sorgono la chiesa e la canonica, venne regalato dalla signora Elisa Conte al curato del tempo, don Guglielmo Stringari, che fu il fautore della chiesa. La parrocchiale di San Giorgio è la principale del paese, sede della maggior parte delle celebrazioni della comunità.

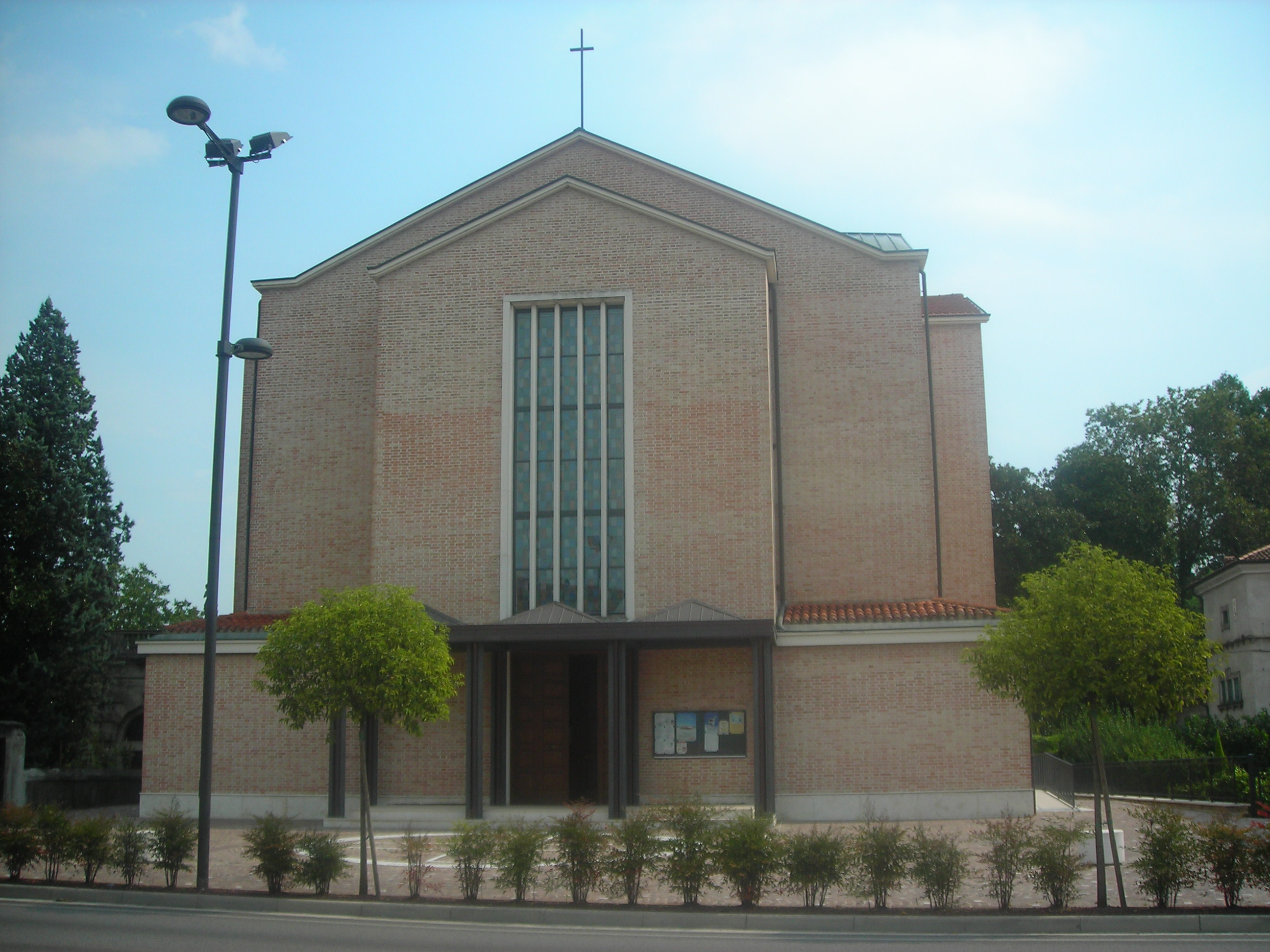
La chiesa parrocchiale di San Cristoforo

- Chiesa di San Cristoforo. Chiesa parrocchiale di Motta, la frazione di Costabissara. Si trova lungo la Strada statale 46 del Pasubio. Originariamente era in una sede diversa da quella attuale (più vicina alla strada), ma è stata demolita nel 1965[39] per favorire l'allargamento della strada.[40] La chiesa recente è stata inaugurata nel 1965. Presenta all'interno tre altari, due dei quali possiedono pale di Alessandro Maganza e un'ulteriore tela del Maganza (facente parte del vecchio altare maggiore) appesa nell'abside.[41][42] Il campanile, del 1856, è rimasto quello della vecchia chiesa ed è stato restaurato nel 1970 da don Diletto Fin con la dotazione delle campane automatiche e la sostituzione del vecchio orologio fuori uso.[43][44]. Ulteriori restauri del campanile sono stati eseguiti a metà degli anni '80 da don Luigi Simioni con la sostituzione del rame della cupola a doppia campana , quindi nel 2006 con don Piero Astegno (nel 150º anniversario di costruzione) si è completamente rifatta la cupola (parte interna in legno ed esterna in rame) ed è stato dotato di una nuova campana.

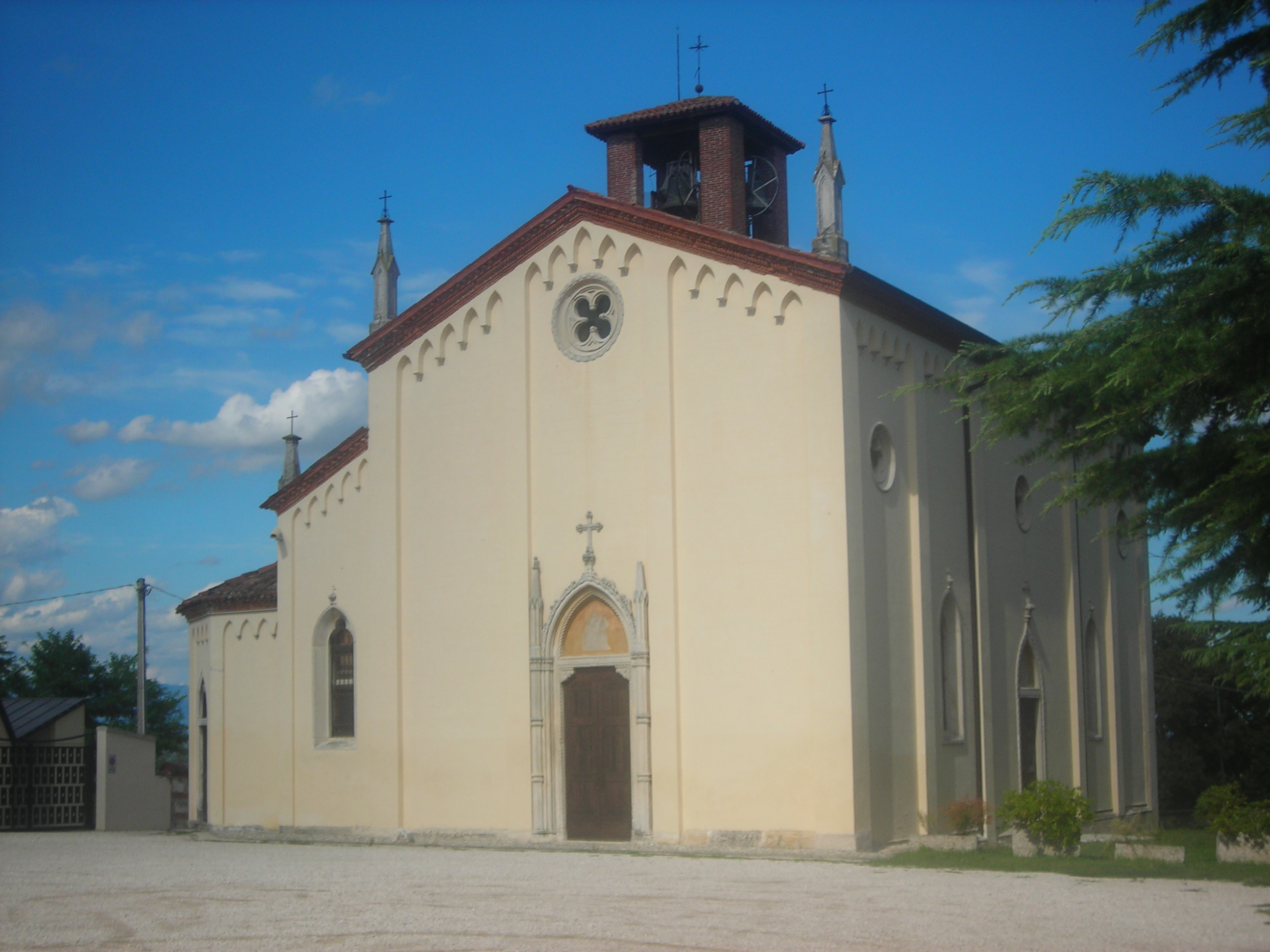
Chiesa longobarda di San Giorgio

- Chiesa longobarda di San Giorgio, detta anche Pieve di San Giorgio o chiesetta vecchia di San Giorgio, è la chiesa originaria di Costabissara e sorge sul Monte delle Pignare, di fianco al cimitero e non molto distante da Villa San Carlo e dal castello. Il suo campanile, che batte ancora le ore per il paese, può essere visto da qualsiasi punto della pianura sottostante. Costruita, come dice il nome, in epoca longobarda, è stata chiesa parrocchiale fino al 1920, anno in cui vennero terminati i lavori alla nuova chiesa del paese. Da allora viene usata saltuariamente sia per la posizione scomoda alla comunità che per la grandezza non più adeguata. Dall'11 marzo 2012 la chiesetta è stata messa a disposizione della diocesi ortodossa rumena di Vicenza. Di origini incerte,[45][46] tra il XV e il XVII secolo venne ricostruita in stile romanico aggiungendo un pronao, un'abside, un tetto a capanna e una nuova soffittatura barocca di cui rimangono ancora le tracce. Nel 1859 viene ricostruita la sagrestia, viene demolita l'antica abside in cotto e ricostruita in pietra, viene rifatto il pavimento e abbattuto il pronao e vennero aggiunti i portali, rosoni e pinnacoli attuali di imitazione gotica.[47][48] La chiesa si presenta con la faccia rivolta ad ovest e l'abside ad est. Ha uno stile gotico. La porta principale è a sesto acuto e presenta stipiti finemente lavorati e terminanti in gugliette. Il timpano sormontato dalla croce conserva un affresco di Pietro Zappella che rappresenta la Madonna del Carmelo, cioè la Vergine col Bambino in atto di porgere ai fedeli il tradizionale Scapolare.[49]

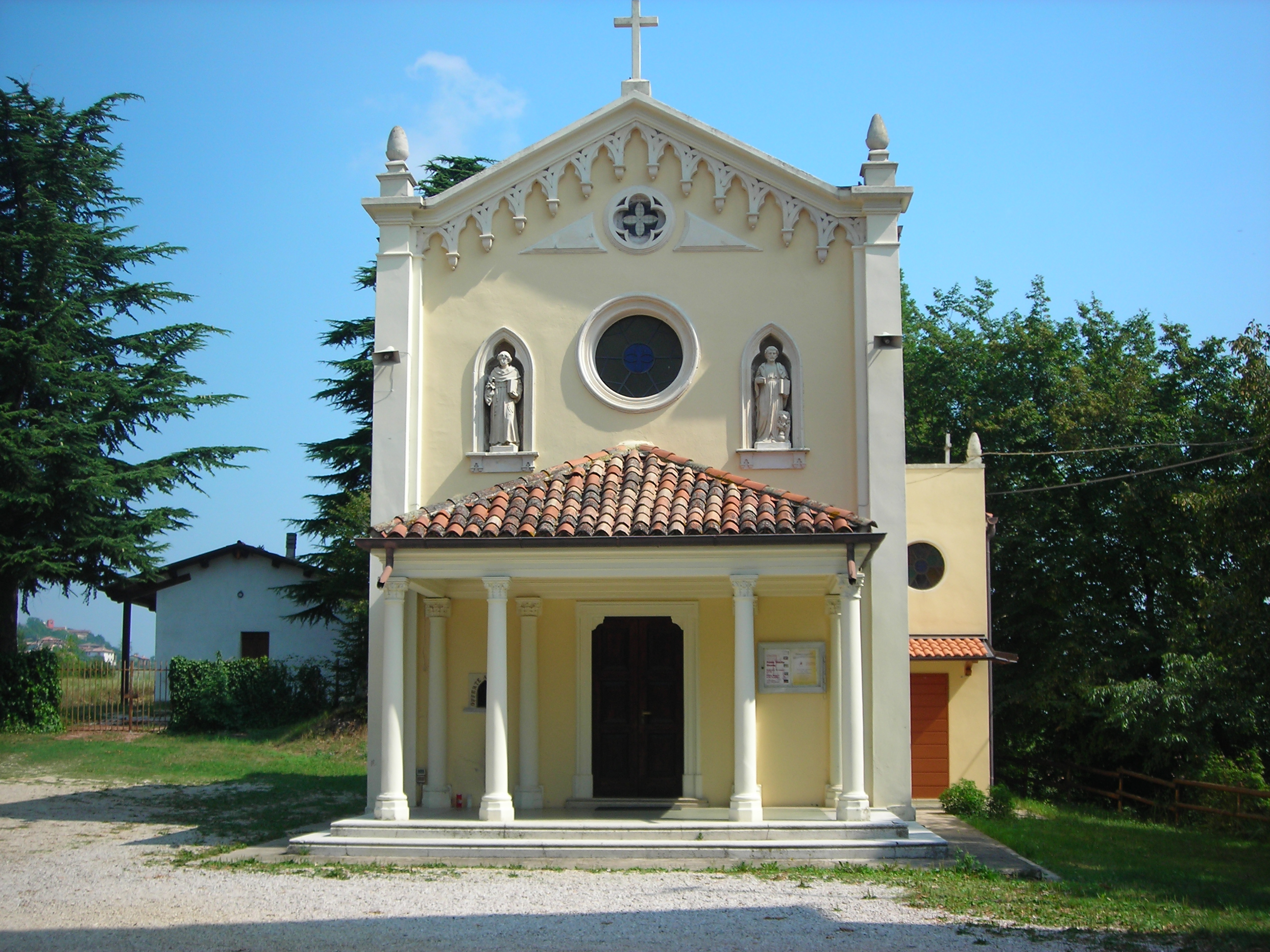
Chiesetta di Madonna delle Grazie

- Chiesetta di Madonna delle Grazie. Durante la prima guerra mondiale la paura per il conflitto e le prime disfatte (prima fra tutte Caporetto) portarono gli abitanti di Costabissara a formulare voto (in realtà furono addirittura due: nel 1917 e nel 1918)[50] di costruire una chiesa sul colle Zovo.[51] Al termine della guerra, tra il 1919 e il 1921, la chiesetta venne costruita.

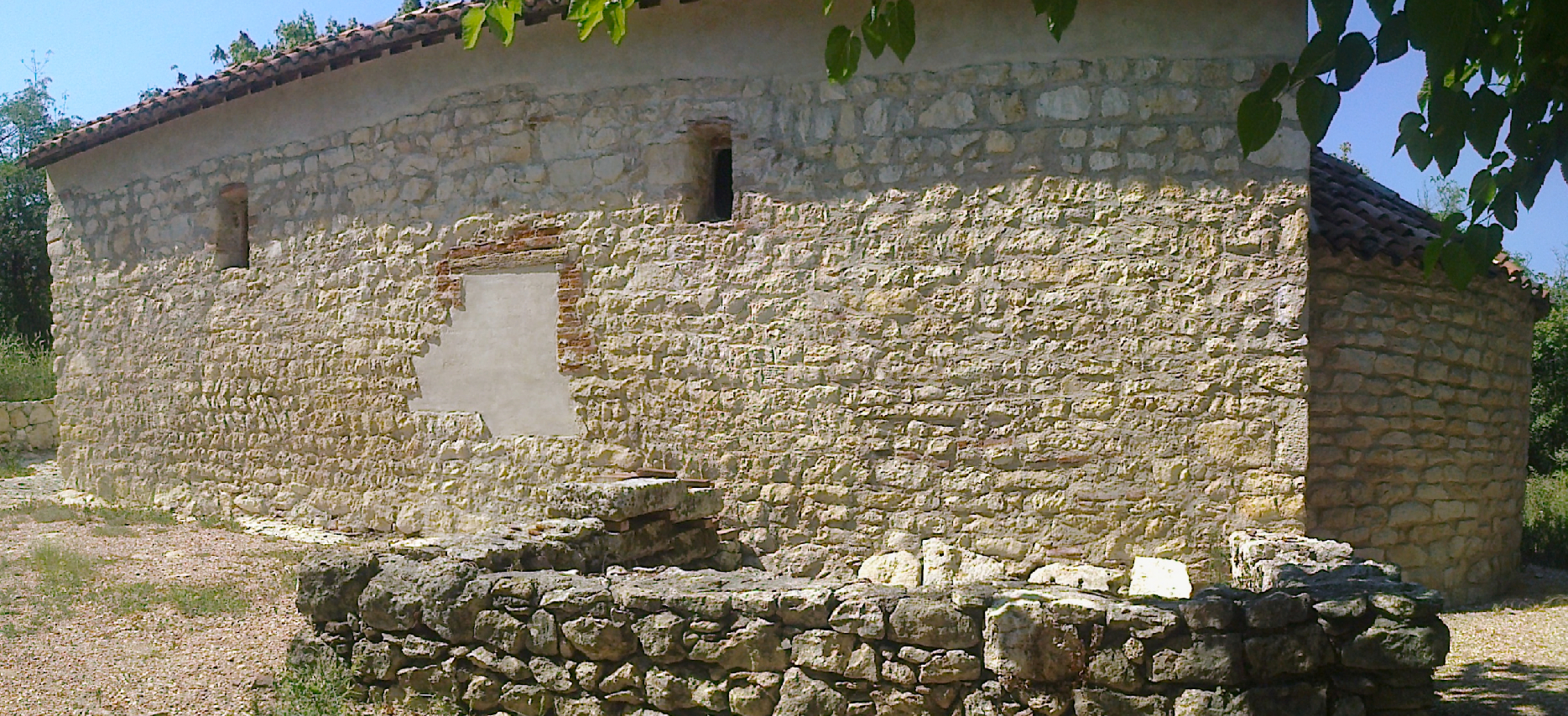
La chiesetta di San Zeno

- Chiesetta di San Zeno. Paleocristiana, sita sui colli bissaresi e formata da un'unica aula rettangolare. Costruita nei secoli VI-VII circa, la sua consacrazione è collegata al culto di San Zenone, il vescovo africano di Verona, a cui furono intitolate numerose chiese del Vicentino e del Veronese. Mal conservata fino al 2010, è stata poi restaurata dall'amministrazione comunale.
- Chiesa del Termine. Questo edificio non più esistente sorgeva nella zona al confine tra Costabissara e Vicenza chiamata anticamente Termine.[52] Giacomo Bissari, in un documento del 4 maggio 1547 dà ordine ai suoi figli di terminare la chiesetta,[52] testimoniandone la presenza. Tale obbligo fu rimarcato ai discendenti nel 1651[53] anche da un certo Spinella Bissari, figlio di Girolamo Bissari e discendente di Giacomo.[53] La chiesa non fu mai completata e nemmeno consacrata.[53] Nel 1919 venne inglobata in un edificio nella piccola via che si stacca a sud dall'incrocio fra Strada Costabissara e via Fornaci.[53] Questo edificio fu poi ristrutturato nei primi del 2000 per farne un'abitazione.

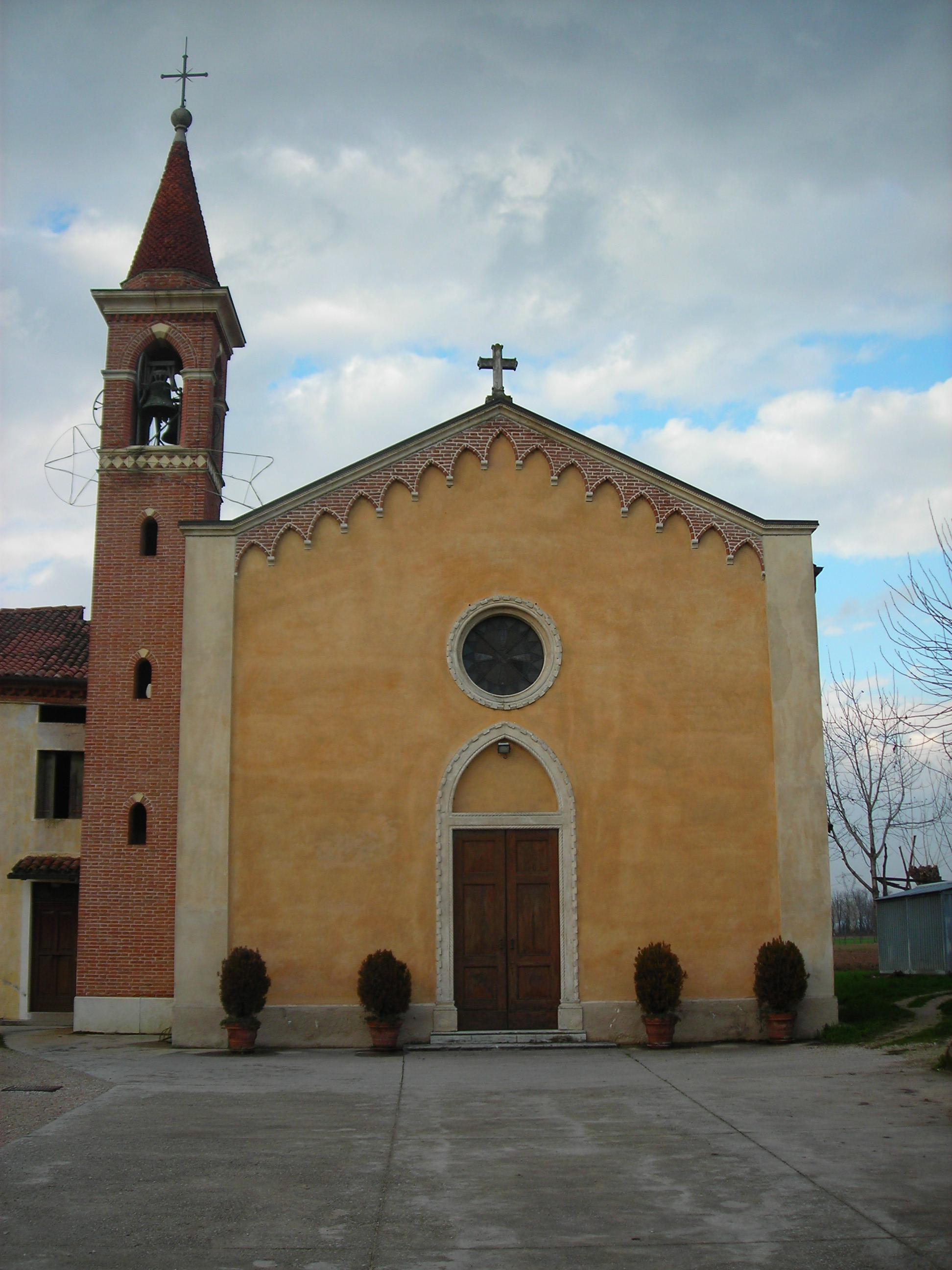
Chiesetta di Santa Maria in Favrega

- Chiesetta di Santa Maria in Favrega. Si trova a Motta, fu costruita intorno al secolo VIII da Anselmo di Nonantola e appartenne per secoli alla famiglia Bissari per poi passare alla famiglia Gasparoni.[41][54] Fu soggetta a diversi lavori di ampliamento nel 1888.[55]
- Chiesetta di Sant'Antonio da Padova. Sita in Cà Gardellina a Motta è datata 1709 e vi sono presenti numerose sculture attribuite a Giacomo Cassetti.
- Chiesa di San Nicolò da Tolentino: era una piccola chiesa presente dove c'era il vecchio alimentari dei Fantelli (l'odierna Unicredit), vi si celebrava una messa a settimana da parte dello stesso cappellano che officiava l'Oratorio di San Battista.[56]
- Oratorio di Sant'Apollonia. Piccola chiesetta barocca nella zona urbana, venne costruita da don Teodoro Bacchi intorno al 1642.
- Oratorio di San Valentino. Piccola chiesetta barocca in zona San Valentino. Venne costruita dai nobili Repetta nel 1684 e fu benedetta nel 1685.[57] Dal 14 febbraio 1943 è presente una statua in gesso raffigurante San Valentino donata da Elisa Conte Dalle Ore.[58]
- Chiesa di San Pietro

(Lapide sulla tomba del conte Giacomo Bissari presente nella chiesa)
(Ammonizione scolpita sopra il lavabo della sacrestia)
La chiesa di San Pietro, non più esistente, era una piccola chiesa sita sul pianoro a cui ha donato il nome tra la fattoria De Buzzacarini e la vecchia canonica della Pieve di San Giorgio, vicino all'odierno castello e a Villa San Carlo. Officiata agli inizi del Settecento, la più antica testimonianza scritta risale 1288 e già agli inizi del Novecento non ne rimaneva più nessuna traccia. In buone condizioni fino al 1518, il 3 giugno 1530, durante una visita pastorale, il vescovo di Vicenza ne impone la sistemazione. Successive visite pastorali del 1639, 1748 e 1768 riportano una mansioneria di tre messe a settimana, poi aumentate a quattro. Possedeva tre altari: uno maggiore (comprensivo di una tela di Alessandro Maganza) dedicato a San Pietro e due laterali entrambi fatti costruire dal conte Giacomo Bissari. Uno (costruito nel 1679) era dedicato ai Santi Valentino e Bovo, l'altro (costruito nel 1682) alla Vergine del Carmelo e ai Santi Francesco e Gaetano.
- Oratorio di San Giovanni Battista

(Lapide sepolcrale di Jacopo Bissari)
L'Oratorio di San Giovanni Battista fu fatto costruire nel 1645 dal conte Ostilio Bissaro dopo che Gerardo Bissari, nel suo testamento del 1501 lasciò un lascito per la sua costruzione. Rimase senza officiatura fino all'inizio dell'Ottocento anche se nel 1748 possedeva un cappellano con una mansioneria di tre messe a settimana. Non ha subito modifiche nel corso del tempo e presenta un'unica sala con una volta a botte e numerosi dipinti. La pala che adornava l'unico altare e che ora è posta sopra la porta d'ingresso è un'opera di Alessandro Maganza. È stato anche questo edificio di proprietà, per un periodo imprecisato, della signora Elisa Conte Dalle Ore.

### Ville

#### Villa San Carlo
In origine di proprietà della famiglia Bissari, la villa è situata sul Pianoro di San Pietro e risale al XVIII secolo. È circondata da un immenso parco con moltissimi tipi di piante, comprese specie esotiche e fusti secolari (il cedrus libani ha più di quattrocento anni), che insieme ad un laghetto e alcune voliere formano un vero e proprio orto botanico. La Loggia Belvedere in stile dorico venne fatta costruire da Camillo Bissari. Acquistata dalla diocesi di Vicenza e inaugurata nel 1964, dopo radicali lavori di ristrutturazione e adattamento, la villa è attualmente adibita a casa per esercizi spirituali.

#### Cà Gardellina
Nota anche come Villa De Sandri-Bortolan, è un complesso in aperta campagna in località Gardellina, a Motta. Esso è formato dal corpo padronale, cui si affiancano la cappella gentilizia, una torre colombara e le barchesse per gli usi agricoli. La cappella gentilizia è la chiesetta di Sant'Antonio da Padova.

### Castelli
Costabissara, come testimoniano le investiture delle varie famiglie nobiliari, è stata sin dall'inizio un feudo vescovile che comprendeva di conseguenza un castello, vescovile anch'esso.
Il Mantese ricorda come, nei libri dei feudi, si faccia riferimento sempre ad un solo castello che sorgeva poco sopra l'attuale chiesetta di San Zeno, sul colle noto come mons castri. Tale struttura corrisponde all'antico Castello di Donna Berta, di cui rimane oggi solo un pezzo della muraglia.
Sono ricordati però anche altri due castelli: Castello di Pizamerlo (non è più esistente) e uno che corrisponde al Castello Bissari Sforza Colleoni odierno.

#### Castello di Donna Berta
Il castello di Donna Berta, antico castello vescovile di Costabissara si trovava sul colle di San Zenone (noto anche con il nome di mons castri), all'incirca al secondo tornante della strada che porta a Madonna delle Grazie.
La costruzione potrebbe risalire ai primi anni del X secolo, a seguito delle famose invasioni degli Ungari e come molti altri castelli del vicentino. Non è mai stata scoperta la ragione per cui sin dall'antichità abbia questo nome. Alcune teorie parlano di un legame con la località "sopra il sasso di Donna Berta", un punto della costa collinare sotto Piazzale della Vittoria a Monte Berico; altre rimandano a Donna Berta di Lotaringia marchesa di Toscana, personaggio italiano di spicco dell'epoca, grazie alla quale sembra si sia costruita di tale fortificazione. Le sole memorie che abbiamo su questo castello sono in due feudi di beni datati 1288 e 1302 e in un'investitura vescovile del 1316.
Pare quindi evidente che all'inizio del Trecento il castello fosse ancora presente e che avesse superato gli assalti ezzeliniani prima e padovani del 1311-1314 poi. Il fatto che non se ne parli durante la Guerra della Lega di Cambrai e alle battaglie del 1513 fa supporre che il castello resistette a lungo durante gli anni dal momento che solo nel 1860 cadde l'ultimo pezzo di muraglia che ne permetteva la visione anche da lontano. Le mura sud sono ancora visibili lungo il sentiero che dal tornante porta alla chiesetta di San Zeno. È uno dei due lati più lunghi del rettangolo di mura che delineavano il castello e che misuravano circa 80 metri, contro i 40 dei più corti. L'angolo vicino al tornante reggeva il torrione e lì le mura hanno uno spessore di quasi 3 metri. L'entrata al castello si intravede a metà delle mura Sud. Queste mura sono le ultime tracce che si potevano rinvenire già ad inizio del Novecento, come attesta la testimonianza visiva del Dalla-Cà.

#### Castello di Pizamerlo
Il castello di Pizamerlo viene citato per ragioni storiche non esistendoci da secoli più nessuna prova fisica della sua esistenza. Prendeva il nome del colle su cui sorgeva ed era non molto distante dal Castello di Donna Berta, fra la Chiesetta di San Zeno e di San Giorgio.

#### Castello Bissari Sforza Colleoni

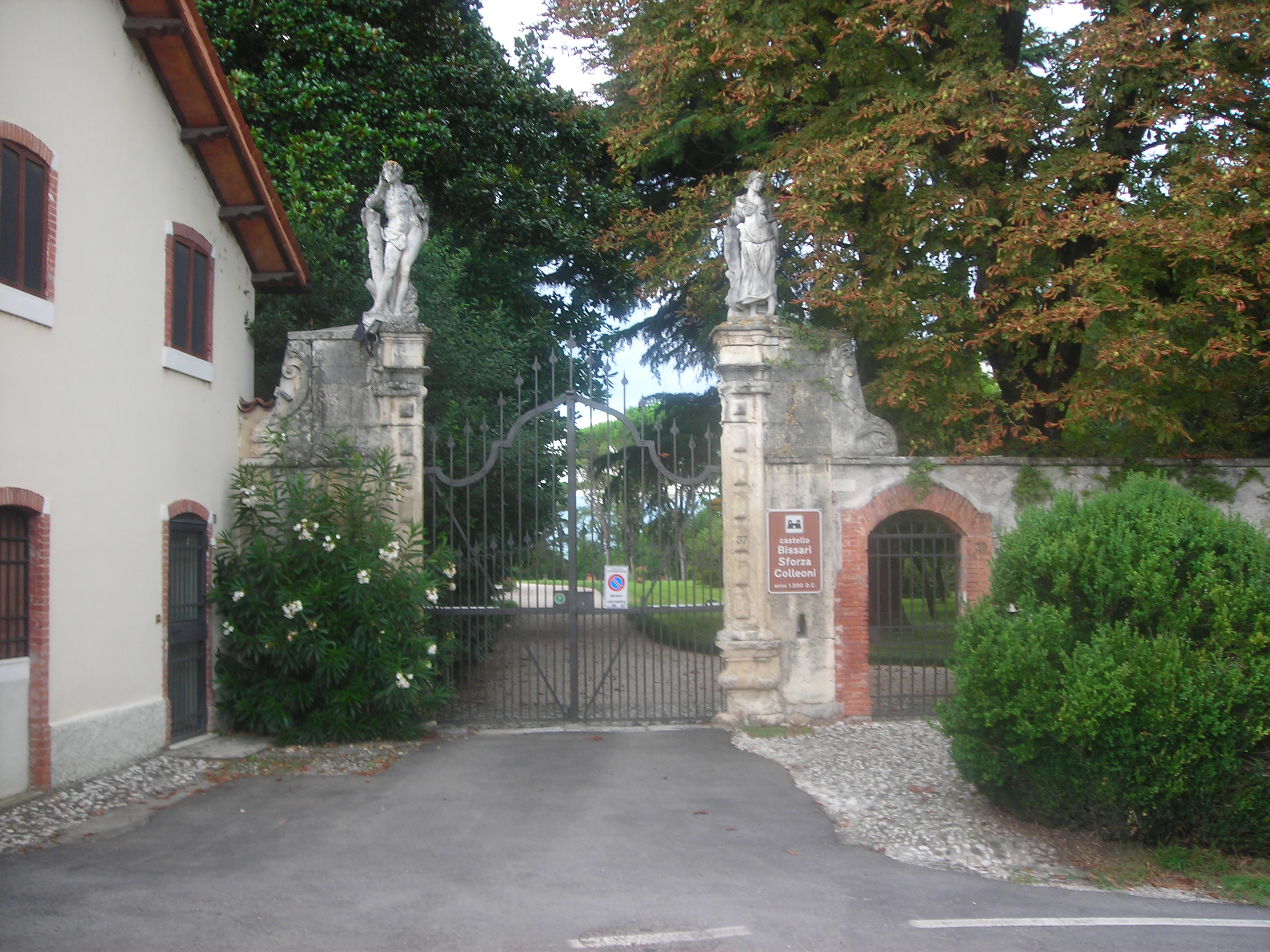
Cancello dell'entrata superiore del castello

Il Castello Bissari Sforza Colleoni, precedentemente noto anche come Villa De Buzzacarini o il Castello, è originario del 1100 circa ed era già esistente all'arrivo dei Bissari. Essi lo ricostruirono al loro arrivo, nel 1285, dopo la distruzione avvenuta ad opera di Ezzelino III. Nel 1859, dopo l'estinzione della famiglia Bissari, passa nelle mani del conte Guardino Colleoni che ne cura la ricostruzione richiedendo anche un'iscrizione lapidaria che ne riassume la storia. Successivamente fu del marchese De Buzzaccarini e dal 1973 è di proprietà della famiglia Putin.

### Altri edifici storici

#### Casa Repeta
(Citazione della casa in una mappa del 1541 conservata nella Biblioteca civica Bertoliana di Vicenza)

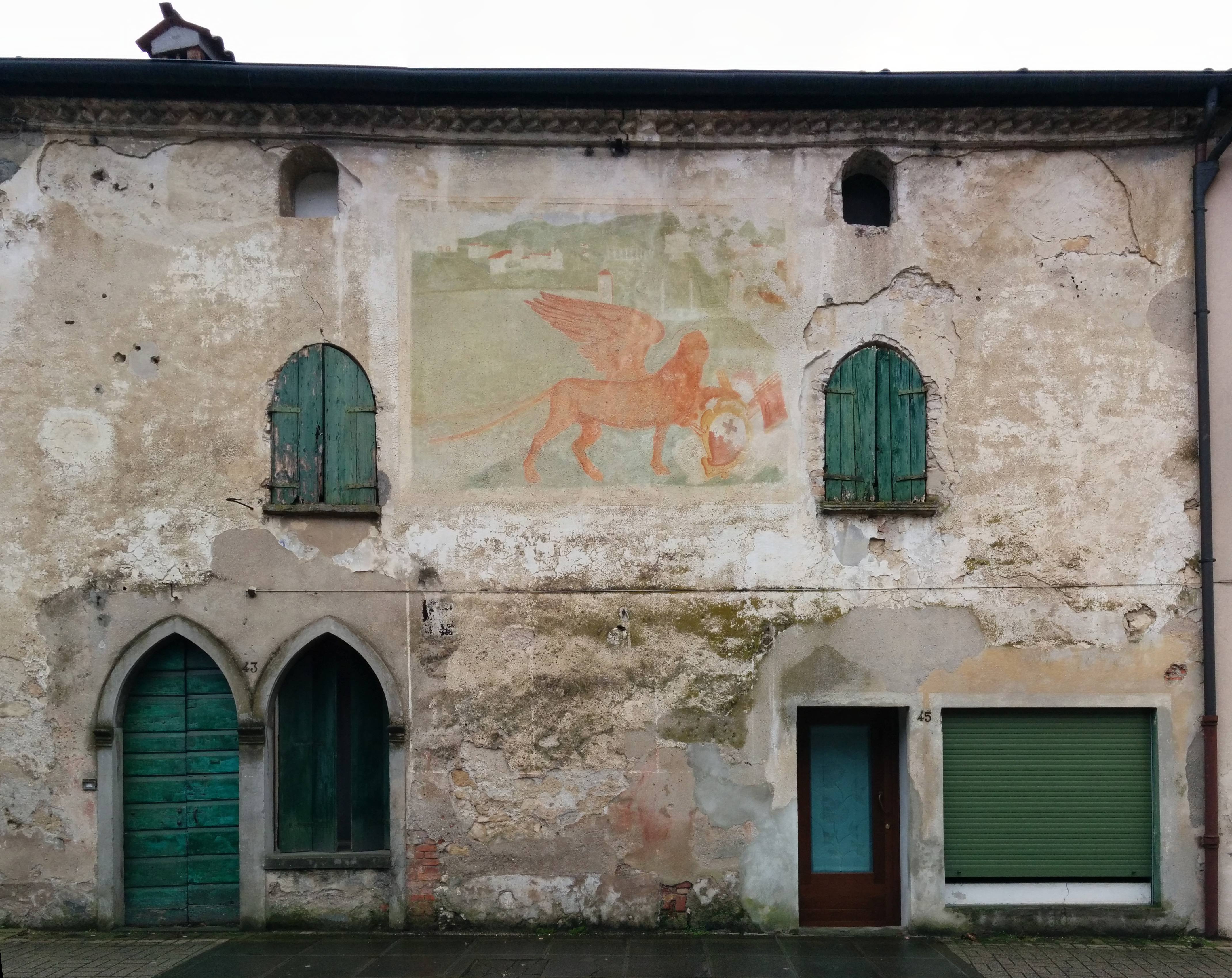
Casa Repeta con l'immagine del Leone di San Marco, in via Roma

Casa Repeta o Repetta è un'abitazione sita in via Roma (45.582832°N 11.482166°E), poco distante dall'oratorio di Sant'Apollonia.
La struttura quattrocentesca è stata più volte modificata nel corso del tempo. In una mappa del 1541 viene citata come di proprietà di "messer Peroto Repeta", mentre in data 1570 viene indicato come proprietario "m.co Sartorio Repeta". Nell'Ottocento diviene un'osteria e passa in proprietà di Francesco Sassatelli. La famiglia Serbelloni la prende in eredità per poi passare al Monte di Pietà di Vicenza nel 1950.
L'aspetto che rende la casa degna di nota è la presenza di un affresco sulla facciata raffigurante un leone alato con due code, lo stemma del casato dei Repeta (che uno studio araldico ha ritenuto di far risalire alla prima metà del Settecento) e un paesaggio collinare nello sfondo.
Lo stemma, infatti, sembra che appartenga ai fratelli Enea e Scipione Repeta: le trombe e il liuto vicino allo stemma rappresentano Scipione, marchese, che si impegnò come consigliere comunale per valorizzare musica e teatro; le zampe del leone sullo stemma ricordano Enea, soldato al servizio della Repubblica di Venezia.
Lo sfondo, invece, rappresenta la Costabissara collinare dell'epoca: parte di villa San Carlo con la sua Loggia Belvedere, la Pieve di San Giorgio e un palazzo non più presente.

#### Fattoria De Buzzacarini

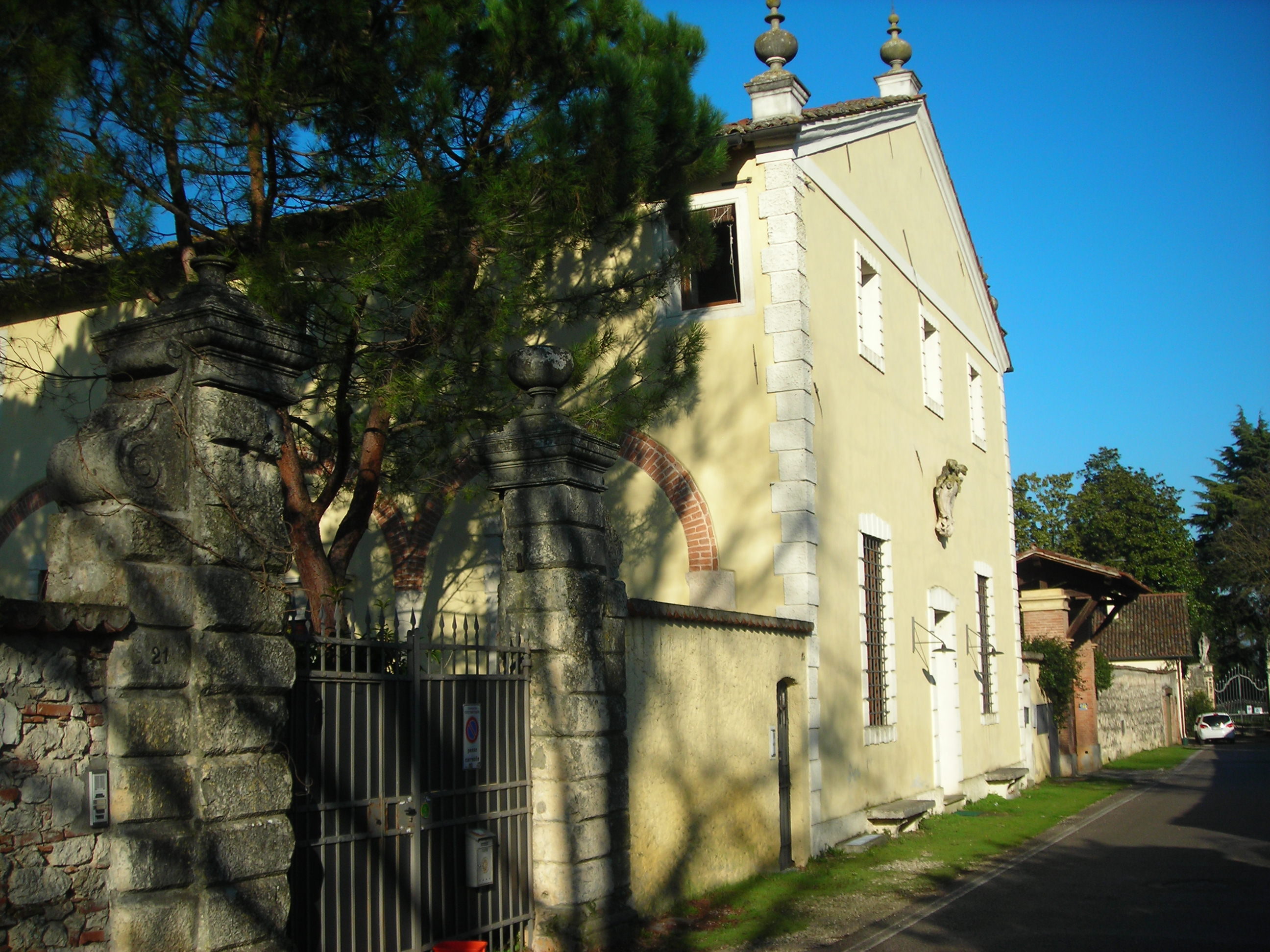
Facciata della fattoria su via Sant'Antonio. A destra è visibile il cancello del castello.

La Fattoria De Buzzacarini sorge nelle vicinanze di Villa San Carlo e del Castello Bissari Sforza Colleoni ed è formata da più strutture di epoche diverse, accollate e con entrate indipendenti. La parte più antica dà sulla strada, risale al XV secolo ed è riconoscibile per via degli angoli decorati con pietra bugnata, come gli ingressi.
La struttura poggia su un sotterraneo con volta a botte da cui diparte un cunicolo non più percorribile completamente che dovrebbe portarsi alla vicina villa. Tale cunicolo dovrebbe far parte di una serie di collegamenti di origine medievale che portano anche al castello.

#### Ostarià de Franco Grumello
L'Ostarià de Franco Grumello, non più presente, si trovava in via Montegrappa, poco distante dalla Strada Provinciale del Pasubio (nº 46) a Motta. Sorgeva sulla Strada Regia da Vicenza che portava a Schio o Thiene (le attuali via Fogazzaro e via Piave). La casa è già presente nella mappa del Magnifico Conte Franceschini Vincenzo del 1563 e in una datata 20 giugno 1596 dove è indicata come osteria.
Nei documenti napoleonici del 1809 la casa figura di proprietà di un certo "Pace Fabio del fu Antonio" e appare divisa in due parti: la casa e una boaria che sembra essere stata costruita nel 1790. Tra il 1809 e il 1813 sembra sia stato costruito un altro piccolo edificio adiacente di 4 m per 6 m con la probabile funzione di colombaia, di cui si erano perse le tracce prima ancora che l'edificio venisse abbattuto.
Da ulteriori rilievi nel Catasto Napoleonico del 1811 e 1823 risulta che l'edificio cambiò più volte proprietario: nel 1838 passò a Francesco Tecchio, l'11 aprile 1838 diventa di Gaetano Sbardelà e nel 1841 passa a "Sacchiero Pietro prete Leone" e prete Giovanni Battista. Il catasto austriaco dal 12 aprile 1850 aggiunge fra i proprietari anche il fratello Pietro Salvatore. Il decreto N. 1263 dell'8 agosto 1885 dell'Intendenza di Finanza registra l'aggiunta di un aratorio, un prato e un orto. Al momento dell'abbattimento il proprietario era Ermenigildo Brodesco.
Nel 1995 l'edificio è definitivamente abbattuto e viene costruito l'attuale locale Billabong.

#### Casa Maistrello
Casa Maistrello, costruita nel XVI secolo circa, è una fattoria appartenuta ai Maistrello, una delle famiglie più antiche e importanti di Motta. Il loro nome compare nei documenti dal 1508, in una mappa del 1601 e in due mappe del 1721 e 1751 in cui le proprietà sono attribuite ad un certo Gerolamo Maistrello.
Particolarità della casa è la presenza, nello spigolo sinistro della facciata posteriore, di un mattone un tempo appartenuto all'acquedotto romano di Vicenza che passava per Motta.

## Società

### Popolazione
Gli abitanti residenti nel comune ammontavano, alle stime del 2022, a 7 662 unità. Tra queste esiste una quasi perfetta parità tra numero di maschi e femmine (49,6% M - 50,4% F). La popolazione straniera rappresenta il 5,8% dei residenti (si veda la sezione relativa per i dettagli).
L'età media è di 44,1 anni, cioè molto alta rispetto alla media dei comuni italiani. Tuttavia oltre i tre quarti della popolazione ha un'età compresa tra i 15 e i 64 anni.
Nel decennio 2001-2011, Costabissara ha visto una costante crescita demografica, con un incremento annuale che è andato dal +1,53% al +5,43%. Il tasso di crescita medio è quindi del 2,84%, uno dei più alti d'Italia: ciò è dovuto non solo ad una migrazione nel territorio comunale, ma anche ad un saldo naturale positivo.
Le famiglie censite sono 3.253.

### Evoluzione demografica
Abitanti censiti

### Etnie e minoranze straniere
Gli stranieri residenti nel comune al 31 dicembre 2009 risultavano 474; di seguito sono riportate le provenienze e le unità (tra parentesi la percentuale sulla popolazione totale):
1. Romania, 79 (1,11%)
2. Serbia, 70 (0,98%)
3. Albania, 62 (0,87%)
4. Marocco, 39 (0,55%)
5. Bosnia ed Erzegovina, 29 (0,41%)
6. Moldavia, 25 (0,35%)

### Qualità di vita
Il reddito medio pro capite dei bissaresi è di 14844 € annui, il terzo più alto di tutta la provincia di Vicenza.
Secondo la classifica dei Borghi Felici, una statistica sui comuni più vivibili, Costabissara è arrivata prima tra i comuni della provincia di Vicenza e sedicesima nella graduatoria nazionale.

## Cultura

### Istruzione

#### Scuole
Nel territorio comunale sono presenti una scuola dell'infanzia (intitolata agli Angeli Custodi), una scuola primaria (intitolata a Fedele Lampertico) e una scuola secondaria di primo grado (intitolata a Giuseppe Ungaretti), tutte statali.
A Motta sono presenti una scuola paritaria dell'infanzia (intitolata a San Gaetano) e una primaria statale (intitolata a Edmondo De Amicis).

#### Biblioteche
Nel capoluogo vi è la Biblioteca civica, che fa parte della rete di biblioteche vicentine "Bibioinrete", insieme alla maggior parte della biblioteche appartenenti alla Rete Bibliotecaria Vicentina.

#### Università
A Costabissara vi è una delle 22 sedi dell'Università degli adulti/anziani del Vicentino.

### Media

#### Stampa
Il Foglio di Costabissara e Motta è un piccolo periodico indipendente che tratta di temi locali.

#### Radio
Dal 1983 fino alla prima metà degli anni novanta è stato presente sul suolo bissarese lo Studio 2 di Radio Collina, una piccola emittente privata locale.

## Geografia antropica

### Frazioni
L'unica frazione è Motta, situata lungo la Strada Provinciale del Pasubio (nº 46) procedendo verso Schio o Thiene.

### Altre località
Il territorio di Costabissara comprende le località:
- Ca' Carraro
- San Valentino
- Fornaci
- San Zeno
- Pilastro
- Pignare
- Madonna delle Grazie

mentre a Motta sono presenti:
- Fabrega
- Botteghino
- Villaraspa
- Cadanotte
- Motta bassa.

## Economia
Il settore primario è rappresentato dalla coltivazione di cereali, frumento, ortaggi, foraggi, frutta, uva da vino e dall'allevamento bovino.
Il settore secondario è sviluppato soprattutto nei comparti della lavorazione e conservazione dei prodotti ortofrutticoli. Storica presenza bissarese è l'azienda artigiana dolciaria Loison, nata in paese nel 1938.
Il settore terziario è presente con qualche filiale bancaria.

## Infrastrutture e trasporti

### Strade
A 2 km dal centro urbano e per un pezzo del territorio comunale passa la Strada provinciale 46 del Pasubio (SP 46), ex strada statale 46 del Pasubio (SS 46).

### Mobilità urbana
L'AIM di Vicenza serve il centro urbano e la frazione di Motta.
Le Ferrovie e Tramvie Vicentine servono la parte di paese sulla SP46 (e quindi anche Motta) con due gruppi di linee:
- linee in direzione di Schio
- linee in direzione di Thiene

## Amministrazione

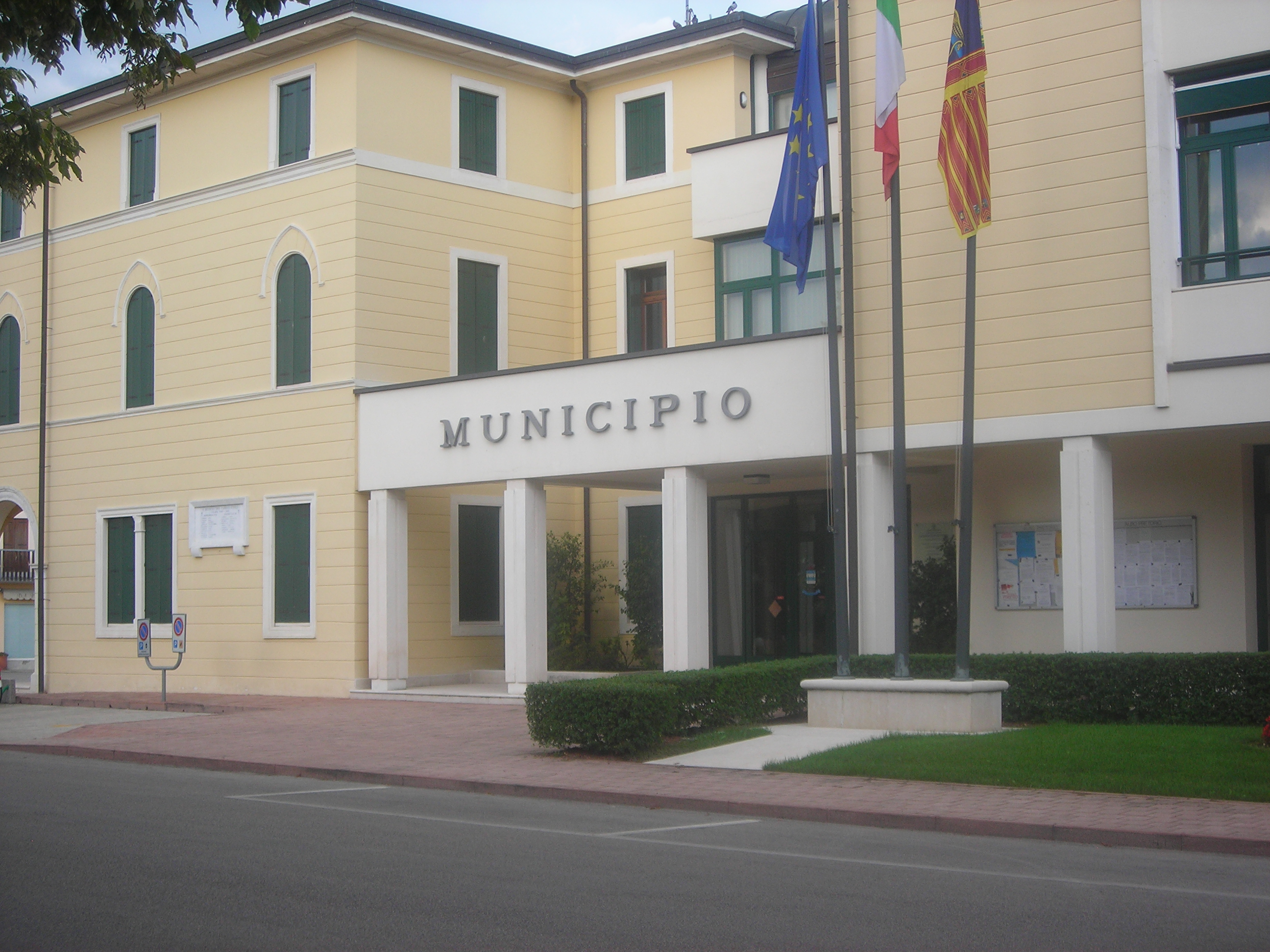
Municipio di Costabissara

La legge 25 marzo 1993 n. 81 ha introdotto l'elezione diretta del Sindaco insieme a quella dei Consiglieri, mentre prima il Primo Cittadino veniva eletto dal Consiglio Comunale eletto dal popolo. Le elezioni del 1990 sono state per Costabissara le ultime in cui l'elezione del sindaco non è avvenuta direttamente. Prima di tale data, quindi, la data di elezione non coincide necessariamente con quella della nomina per via della votazione che doveva essere fatta in sede di consiglio (potevano passare anche alcuni mesi): è riportata la data della nomina. Durante la storia del paese, si è anche assistito a quinquenni amministrati da più di un sindaco dei quali il primo è stato con molta probabilità destituito dal Consiglio Comunale stesso.
Molte informazioni sono state raccolte da una serie di quadri (trascritti o stampati) appesi nella Sala Consiliare del Municipio e visibili al pubblico che riportano sindaci, assessori, consiglieri e (eventualmente) i commissari prefettizi delle amministrazioni del secondo dopoguerra. Altre provengono dal Sito del Ministero dell'Interno.
| Periodo | Periodo   | Primo cittadino                           | Partito                                      | Carica      | Note                    |
| ------- | --------- | ----------------------------------------- | -------------------------------------------- | ----------- | ----------------------- |
| 1945    | 1946      | Ottorino Bertacche                        | Partito d'Azione                             | Sindaco     | Giunta nominata dal Cln |
| 1946    | 1951      | Francesco De Buzzacarini Domenico Valente |                                              | Sindaco     |                         |
| 1951    | 1956      | Domenico Valente Vittorio Maran           |                                              | Sindaco     |                         |
| 1956    | 1960      | Pietro Zocche                             |                                              | Sindaco     |                         |
| 1960    | 1964      | Pietro Zocche Sebastiano Lora             |                                              | Sindaco     |                         |
| 1964    | 1970      | Vittorio Marchetti                        |                                              | Sindaco     |                         |
| 1970    | 1975      | Armando Arnaldi Eustachio Arnaldi         |                                              | Sindaco     |                         |
| 1975    | 1980      | Vittorio Marchetti                        |                                              | Sindaco     |                         |
| 1980    | 1985      | Giuseppe Rizzi                            | DC                                           | Sindaco     | [ 109 ]                 |
| 1985    | 1995      | Giovanni Maria Forte                      | DC                                           | Sindaco     | [ 109 ]                 |
| 1995    | 1995      | Giovanni Maria Forte                      | Lista civica Proposta Forte per Costabissara | Sindaco     | [ 110 ] [ 111 ] [ 112 ] |
| 1995    | 1995      | Rinaldo Argentieri                        | -                                            | Comm. pref. |                         |
| 1995    | 1996      | Rosaria Cuti                              | Lista civica Proposta Forte per Costabissara | Sindaco     | [ 113 ] [ 114 ] [ 115 ] |
| 1996    | 1996      | Francesco Castronovo                      | -                                            | Comm. pref. | [ 116 ]                 |
| 1996    | 2001      | Rossella Lorenzi                          | Lega Nord - Liga Veneta                      | Sindaco     | [ 117 ] [ 118 ]         |
| 2001    | 2011      | Giovanni Maria Forte                      | Lista civica Proposta per Costabissara       | Sindaco     | [ 110 ]                 |
| 2011    | 2021      | Maria Cristina Franco                     | Lista civica Proposta per Costabissara       | Sindaco     | [ 119 ]                 |
| 2021    | in carica | Giovanni Maria Forte                      | Lista civica Proposta per Costabissara       | Sindaco     |                         |

## Sport

### Karate
L'associazione sportiva di karate Shin Dojo milita nella FIK.

### Calcio
La principale squadra di calcio della città è l'U.S.D. Bissarese che milita nel girone A Veneto di 2ª Categoria; la società è gemellata con il L.R. Vicenza.
L'altra squadra di calcio della città è l'A.S.D. Bassan Team Motta che milita nel girone C di 3ª Categoria.

### Pallavolo
La società di pallavolo U.S. Pallavolo Costabissara milita nel campionato di Serie D/F.

### Pattinaggio
L'Associazione Sportiva Dilettantistica Costabissara Pattinaggio Libertas è nata nel 1986 ed effettua corsi di pattinaggio per bambini e ragazzi.